# Mravljakov Vrh
Il monte Mravljakov Vrh con 717 m s.l.m. è una montagna delle Pohorje nelle Prealpi Slovene nord-orientali. Si trova nella regione della Carinzia in Slovenia nel comune di Vuzenica.